# Campeonato Europeo Sub-18 1967
El Campeonato Europeo Sub-18 1967 se realizó en Turquía del 5 al 13 de mayo y contó con la participación de 16 selecciones provenientes de una fase eliminatoria.
Unión Soviética venció en la final a Inglaterra para retener el título de campeón y conseguir su segundo título.

## Eliminatoria
| Equipo 1     | Agr. | Equipo 2         | Ida | Vuelta |
| ------------ | ---- | ---------------- | --- | ------ |
| Bulgaria     | 5–3  | Grecia           | 2–0 | 3–3    |
| Inglaterra   | 1–0  | Escocia          | 1–0 | 0–0    |
| Países Bajos | 1–3  | Alemania Federal | 0–1 | 1–2    |
| España       | 3–2  | Portugal         | 3–1 | 0–1    |
| Hungría      | 5–0  | Checoslovaquia   | 2–0 | 3–0    |
| Francia      | 3–1  | Suiza            | 1–0 | 2–1    |
| Yugoslavia   | w.o. | Albania          | -   | -      |

## Clasificados
| - Austria - Bélgica - Bulgaria - Alemania Democrática | - Inglaterra - Francia - Alemania Federal - Hungría | - Italia - Polonia - Rumania - Unión Soviética | - España - Suecia - Turquía (anfitrión) - Yugoslavia |

## Fase de grupos

### Grupo A
| País     | J | G | E | P | GF | GC | GD  | Pts |
| -------- | - | - | - | - | -- | -- | --- | --- |
| Turquía  | 3 | 2 | 0 | 1 | 5  | 1  | +4  | 4   |
| Bulgaria | 3 | 2 | 0 | 1 | 5  | 2  | +3  | 4   |
| Polonia  | 3 | 2 | 0 | 1 | 5  | 2  | +3  | 4   |
| Bélgica  | 3 | 0 | 0 | 3 | 0  | 10 | –10 | 0   |

| 5 mayo | Bulgaria | 2–1 | Polonia  |
|        | Bélgica  | 0-4 | Turquía  |
| 7 mayo | Bulgaria | 3–0 | Bélgica  |
|        | Polonia  | 1–0 | Turquía  |
| 9 mayo | Turquía  | 1–0 | Bulgaria |
|        | Polonia  | 3–0 | Bélgica  |

### Grupo B
| País             | J | G | E | P | GF | GC | GD | Pts |
| ---------------- | - | - | - | - | -- | -- | -- | --- |
| Francia          | 3 | 2 | 0 | 1 | 7  | 3  | +4 | 4   |
| Hungría          | 3 | 2 | 0 | 1 | 6  | 3  | +3 | 4   |
| Alemania Federal | 3 | 2 | 0 | 1 | 5  | 3  | +2 | 4   |
| Austria          | 3 | 0 | 0 | 3 | 2  | 11 | –9 | 0   |

| 5 mayo | Francia          | 1–0 | Alemania Federal |
|        | Austria          | 0-3 | Hungría          |
| 7 mayo | Alemania Federal | 2–1 | Austria          |
|        | Hungría          | 2–0 | Francia          |
| 9 mayo | Alemania Federal | 3–1 | Hungría          |
|        | Francia          | 6–1 | Austria          |

### Grupo C
| País                 | J | G | E | P | GF | GC | GD | Pts |
| -------------------- | - | - | - | - | -- | -- | -- | --- |
| Unión Soviética      | 3 | 2 | 1 | 0 | 4  | 1  | +3 | 5   |
| Alemania Democrática | 3 | 1 | 1 | 1 | 2  | 2  | 0  | 3   |
| Suecia               | 3 | 1 | 0 | 2 | 3  | 4  | –1 | 2   |
| Rumania              | 3 | 1 | 0 | 2 | 1  | 3  | –2 | 2   |

| 5 mayo | Rumania              | 1–0 | Alemania Democrática |
|        | Unión Soviética      | 2–1 | Suecia               |
| 7 mayo | Alemania Democrática | 0–0 | Unión Soviética      |
|        | Suecia               | 1–0 | Rumania              |
| 9 mayo | Alemania Democrática | 2–1 | Suecia               |
|        | Unión Soviética      | 2–0 | Rumania              |

### Grupo D
| País       | J | G | E | P | GF | GC | GD | Pts |
| ---------- | - | - | - | - | -- | -- | -- | --- |
| Inglaterra | 3 | 2 | 1 | 0 | 4  | 2  | +2 | 5   |
| Yugoslavia | 3 | 2 | 1 | 0 | 3  | 1  | +2 | 5   |
| Italia     | 3 | 1 | 0 | 2 | 3  | 4  | –1 | 2   |
| España     | 3 | 0 | 0 | 3 | 3  | 6  | –3 | 0   |

| 5 mayo | Yugoslavia | 1–0 | España     |
|        | Italia     | 0-1 | Inglaterra |
| 7 mayo | Inglaterra | 2–1 | España     |
|        | Yugoslavia | 1–0 | Italia     |
| 9 mayo | Italia     | 3–2 | España     |
|        | Inglaterra | 1–1 | Yugoslavia |

## Fase final
|  | Semifinales          | Semifinales          |   |                      | Final                | Final |  |
|  |                      |                      |   |                      |                      |       |  |
|  |                      |                      |   |                      |                      |       |  |
|  | Estambul, 11 de mayo |                      |   |                      |                      |       |  |
|  | Turquía              | 1                    |   |                      |                      |       |  |
|  | Unión Soviética      | 2                    |   |                      |                      |       |  |
|  |                      |                      |   |                      |                      |       |  |
|  |                      |                      |   |                      | Estambul, 13 de mayo |       |  |
|  |                      |                      |   |                      | Unión Soviética      | 1     |  |
|  |                      | Inglaterra           | 0 |                      |                      |       |  |
|  |                      |                      |   |                      |                      |       |  |
|  |                      |                      |   |                      |                      |       |  |
|  |                      |                      |   |                      | Tercer lugar         |       |  |
|  | Estambul, 11 de mayo | Estambul, 11 de mayo |   | Estambul, 13 de mayo | Estambul, 13 de mayo |       |  |
|  | Francia              | 0                    |   | Turquía (M)          | 1                    |       |  |
|  | Inglaterra           | 2                    |   |                      | Francia              | 1     |  |

## Campeón
| Eurocopa Sub-18 1967          |
| ----------------------------- |
| Bandera de la Unión Soviética |
| Unión Soviética 2º Título     |